# Red for Fire: An Icelandic Odyssey Part I
Red for Fire: An Icelandic Odyssey Part I è il quinto album della band avantgarde norvegese Solefald ed è il primo concept album di una saga che terminerà con l'episodio successivo. È stato pubblicato il 18 ottobre 2005.

## Concept
Benvenuto alla mia Odissea Islandese, guerriero! Io sono Bragi lo Scaldo, il tuo patrono. Nelle vesti di poeta ho viaggiato per tutte le corti d'Islanda, e cantato le gesta di capitani, re e regine. Dare nomi alle cose e agli eventi è compito dello scaldo: 'Chiamo "Sole" la ruota di fiamme!". Come un lupo affamato con i denti di un vecchio sono sopravvissuto all'esilio, pregando gli dei del Nord di farsi innanzi. Ma al loro posto, un gruppo di nani mi ha gettato spalle contro una pietra, e giù nel sottosuolo dove gli uccelli non hanno mai volato. Il crimine di Bragi lo Scaldo fu quello di essere stato sedotto da Disa, la Bianca Regina dei Ghiacci, moglie di Re Haukur. C'è bisogno della mia storia, perché la vendetta fu inevitabile. Volendo la Regina per sé stesso, Loki l'Ingannatore mi fece bandire da Reykjavík, e quindi da tutti i luoghi popolati dell'Islanda. Per menzogna di Loki, il Re Haukur fu indotto a credere che avevo violentato la Regina, e fui esiliato dal consiglio dell'Althing. Al gelo, sulle montagne, pronunciai la preghiera di un figlio, chiedendo l'aiuto dei miei antenati. Nel desiderio di porre fine alle mie sofferenze al Cratere delle Valchirie, lasciai che le rune decidessero del mio destino. Apparve dunque la runa della Morte, e feci per gettarmi nelle fauci del possente vulcano Hekla. Fu allora che Muninn, il corvo di Odino, estrasse anche la runa dell'Uomo, facendo di me l'Uomo della Morte. Odino dunque mi costrinse a tornare a Reykjavík per ottenere giustizia, ma il mio viaggio verso il riscatto fu nuovamente interrotto da quei maledetti nani neri. Nel sottosuolo imparai ad accettare il mio fato, e a superare i miei timori. E "Mare" chiamai il gregge di onde, quando mi trovai nuovamente al suo cospetto. Come gli dei tolgono la vita è davvero un mistero: Prima mi condannano a sette anni di tormenti, quindi mi spingono a uccidere i miei nemici per vendetta, e quindi a prendere in sposa la Regina come riscatto. Da ora in poi percorrerai di nuovo questi eventi oscuri, come se il mio destino fosse anche il tuo.

## Tracce
1. Sun I Call – 6:19
2. Survival of the Outlaw – 6:37
3. Where Birds Have Never Been – 5:05
4. Bragi (Instrumental) – 1:18
5. White Frost Queen – 6:57
6. There Is Need – 5:53
7. Prayer of a Son (Poem) – 1:47
8. Crater of the Valkyries – 8:21
9. Sea I Called – 5:34
10. Lokasenna – 5:39

## Formazione
- Cornelius (Sturmgeist, Castimoniae) - voci dei lupi, asce vichinghe, effetti sonori.
- Lazare (Borknagar, Age of Silence, Ásmegin) - cori freddi, tastiere & orchestrazione.

## Musicisti esterni
- Aggie Frost Peterson: Voce in "Sun I Call" e 'White Frost Queen'.
- Sareeta (Ásmegin, Ram-Zet): Violino nelle tracce 1, 2, 3, 4, 5, 7, 8, 9.
- Live Julianne Kostøl: Violoncello nelle tracce 1, 2, 3, 4, 5, 8, 9.
- Kjetil Selvik: Sassofono in 'Sun I Call'.
- Jörmundur Ingi: Voce in 'Lokasenna'.